# أندرو هنري
أندرو هنري (بالإنجليزية: Andrew Henry)‏ هو مستكشف أمريكي، ولد في 1775 في مقاطعة فاييت في الولايات المتحدة، وتوفي في 10 يناير 1832 في مقاطعة واشنطن في الولايات المتحدة.